# Warner Oland

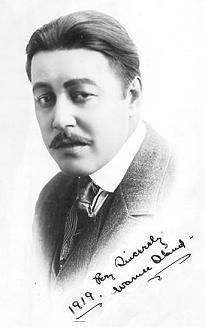
Warner Oland, 1919.

Warner Oland (3 de Outubro de 1879 – 6 de Agosto de 1938) foi um ator sueco famoso por sua interpretação do detetive sino-americano Charlie Chan, criado por Earl Derr Biggers.
Nascido Johan Verner Ölund na vila de Nyby.

## Filmografia parcial
- Pilgrim's Progress (1912)
- The Romance of Elaine (1915)
- Sin (1915)
- Destruction (1915)
- The Eternal Sapho (1916)
- The Fatal Ring (1917)
- Patria (1917)
- The Lightning Raider (1919)
- Mandarin's Gold (1919)
- Witness For The Defense(1919)
- The Third Eye (1920)
- The Phantom Foe (1920)
- Hurricane Hutch (1921)
- East Is West (1922)
- The Fighting American (1924)
- Riders of the Purple Sage (1925)
- Don Q, Son of Zorro (1925)
- Don Juan (1926)
- A Million Bid (1927)
- The Jazz Singer (1927)

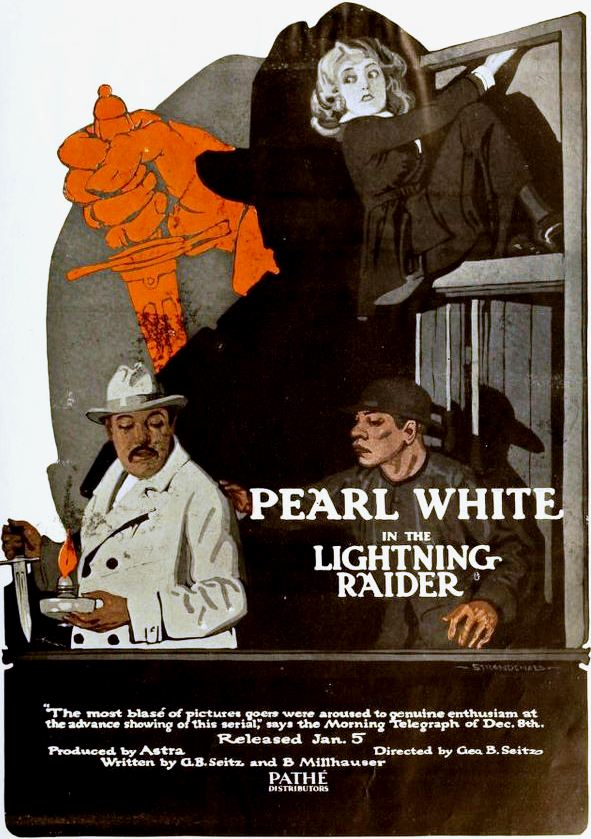
Cartaz do seriado The Lightning Raider (1919), apresentando Pearl White e Warner Oland

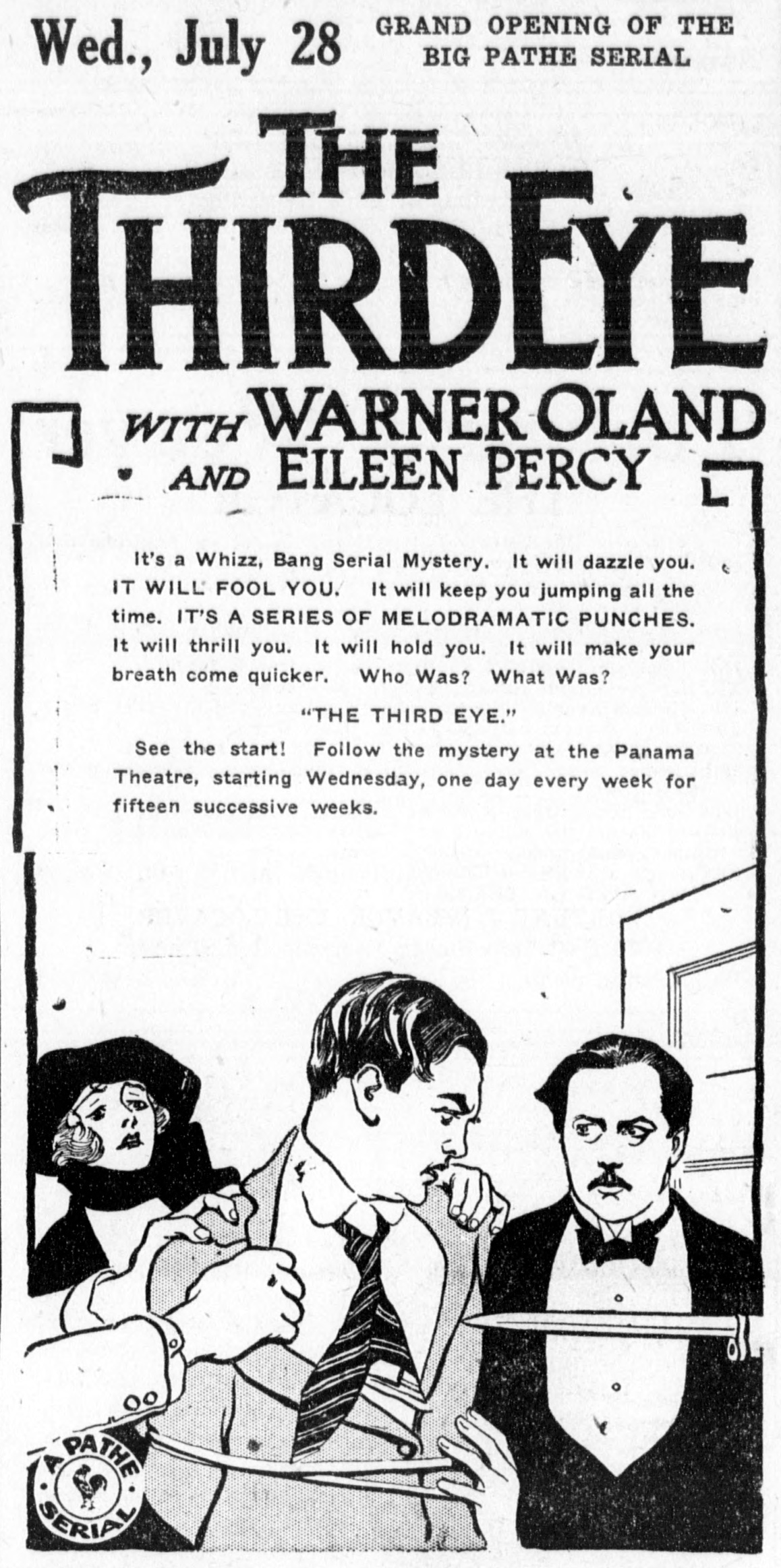
Cartaz do seriado The Third Eye (1920), com Warner Oland e Eileen Percy.

- The Mysterious Dr. Fu Manchu (1929)
- The Return of Dr. Fu Manchu (1930)
- Paramount on Parade (1930)
- The Drums of Jeopardy' (1931)
- Dishonored (1931)
- Daughter of the Dragon (1931)
- Charlie Chan Carries On (1931)
- The Black Camel 1931)
- Shanghai Express (1932)
- The Painted Veil (1934)
- Charlie Chan in London (1934)
- Werewolf of London (1935)
- Charlie Chan's Secret (1935)
- Charlie Chan in Paris (1935)
- Charlie Chan in Shanghai (1935)
- Charlie Chan in Egypt (1935)
- Charlie Chan at the Opera (1936)
- Charlie Chan at the Olympics (1937)
- Charlie Chan on Broadway (1937)
- Charlie Chan at Monte Carlo (1937)